# Petrel (Schiff)
Die Petrel (deutsch „Sturmvogel“) ist ein Tiefsee-Forschungsschiff. Bekannt ist das Schiff für seine Suche nach verschollenen Wracks.

## Geschichte
Das Schiff wurde unter der Baunummer 101 auf der Werft Vard Brattvåg als Unterwasserarbeitsschiff (englisch Subsea Construction Vessel) für die norwegische Reederei Uksnøy Petrel gebaut. Der Schiffsrumpf wurde von der rumänischen Werft Aker Brăila als Baunummer 1417 zugeliefert. Die Kiellegung fand am 18. Juni 2002, der Stapellauf am 19. Dezember 2002 statt. Das Schiff wurde am 23. April 2003 als Seaway Petrel abgeliefert. Der Entwurf des Schiffstyps KE 1874 stammte vom norwegischen Unternehmen Kverndokk & Eldøy.
Das Schiff war zunächst an Stolt Offshore verchartert. 2008 wurde das Schiff an Acergy Norway und 2009 an Subsea 7 verkauft.
2016 erwarb der Microsoft-Mitbegründer Paul Allen das Schiff und brachte es in das Unternehmen Navigea ein. Nach Allens Tod 2018 wurde das Schiff 2020 wegen „betrieblicher Herausforderungen“ während der COVID-19-Pandemie an einen Langzeitliegeplatz verlegt und nicht weiter verwendet.
Im Oktober 2022 wurde es an das United States Naval Facilities Engineering and Expeditionary Warfare Center der US Navy verkauft und durch das Unternehmen Oceaneering International Services bereedert.
Am 22. März 2023 kippte das Schiff im „Imperial Dock“, einem Trockendock im Hafen von Leith, Edinburgh (Schottland), um „knapp 45°“ zur Steuerbordseite (nach rechts). 33 Personen wurden dabei verletzt, 21 davon kamen in stationäre Behandlung. Am 2. Mai 2023 konnte das Schiff nach Reparaturen das Dock verlassen.

## Einsatz
Nach dem Umbau zu einem Tiefsee-Forschungsschiff ist die Petrel das einzige privat betriebene Schiff seiner Art, das bis zu 6000 m Wassertiefe forschen kann. Die Hauptaufgabe besteht aus dem Lokalisieren historischer Wracks und dem Erforschen des maritimen Ökosystems. Neben der neuesten Unterwassertechnologie ist die Petrel auch mit einem Autonomous Underwater Vehicle und einem Remotely Operated Vehicle ausgerüstet.

## Entdeckte Wracks
- 2017: Yamagumo • Michishio • Asagumo • Fusō • Yamashiro • Cooper • Ward • Shimakaze • Naganami • Wakatsuki • Indianapolis • Artigliere
- 2018: Hamanami • Helena • Lexington • Juneau
- 2019: Strong • Hiei • Wasp • Hornet • Akagi • Kaga

## Technische Daten
Das Schiff verfügt über einen dieselelektrischen Antrieb. Für die Stromerzeugung stehen vier Mitsubishi-Dieselmotoren mit jeweils 1690 kW Leistung zur Verfügung, die vier ABB-Generatoren mit jeweils 2000 kVA Scheinleistung antreiben. Als Notgenerator steht ein von einem Mitsubishi-Dieselmotor mit 179 kW Leistung angetriebener Stamford-Generator zur Verfügung. Der Antrieb der beiden Propellergondeln erfolgt durch zwei Elektromotoren. Weiterhin ist das Schiff mit zwei elektrisch angetriebenen Strahlrudern ausgestattet, an Bug bzw. Heck jeweils mit 883 kW Leistung.

## Dokumentationen
- USS Indianapolis: Das letzte Kapitel